# لسنایش (ماشرنایش)
لسنایش (به آلمانی: Lessenich) یک منطقهٔ مسکونی در آلمان است که در مشرنیش واقع شده‌است.
 لسنایش  ۴۵۳ نفر جمعیت دارد.